# John Tenniel

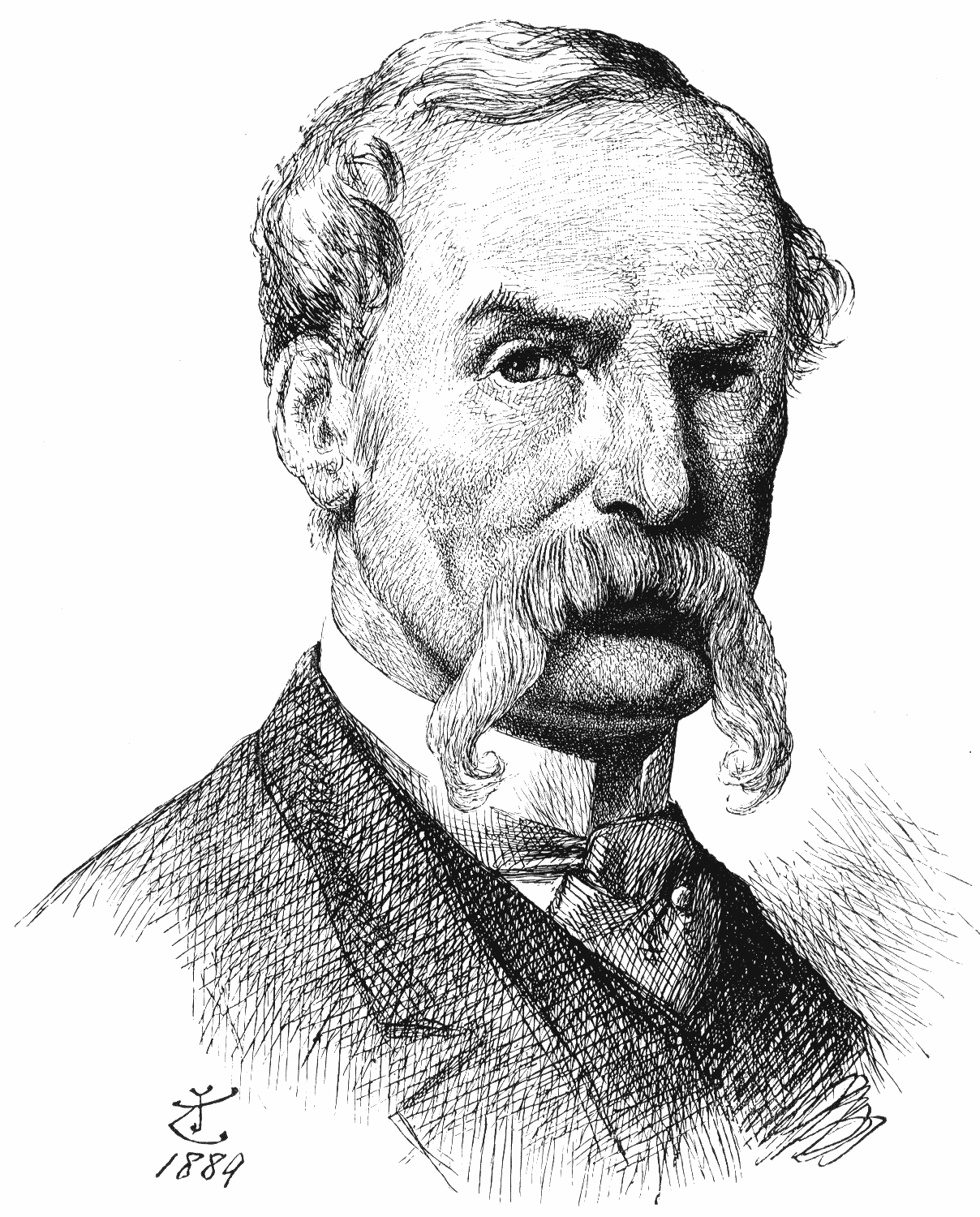
Autorretrato de 1889

John Tenniel (Bayswater, Londres, 28 de febrero de 1820-Londres, 25 de febrero de 1914) fue un dibujante británico. Dibujó más de dos mil viñetas y, especialmente, caricaturas, para la revista Punch en la segunda mitad del siglo XIX, aunque es más recordado por sus ilustraciones para Las aventuras de Alicia en el País de las Maravillas y A través del espejo y lo que Alicia encontró allí, ambas obras de Lewis Carroll.

## Resumen de su obra

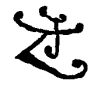
Tenniel firmaba con sus iniciales entrelazadas.

Además de sus ilustraciones para los libros de Carroll, a lo largo de su carrera, Tenniel realizó alrededor de 2300 viñetas, esbozos menores, caricaturas de dos páginas para el almanaque Punch's Almanac y algunos números especiales de la misma revista; y 250 dibujos publicados en Punch's Pocket-Books.  Cuando Tenniel se retiró de la actividad profesional en 1901, se llevó a cabo un banquete de despedida el 12 de junio, presidido por el líder de la Cámara de los Comunes.  En 1895 y 1900 se llevaron a cabo exhibiciones públicas del trabajo de Tenniel.
Tenniel es el autor del mosaico Leonardo da Vinci en el patio sur del Victoria and Albert Museum.  Sus acuarelas fueron utilizadas en las exhibiciones del Royal Institute of Painters in Water Colours (Instituto Real de Pintores en Acuarela); institución de la cual fue miembro desde 1874.  Algunos artistas modernos, como Edward Gorey, Mark Ryden y Dame Darcy han sido influidos por la obra de Tenniel.
Aunque John Tenniel no veía con un ojo, eso no le impedía ser un artista aventajado, pues era poseedor de una gran memoria.  Nunca utilizaba modelos ni fotografías para dibujar.  En compensación, buscaba citas con los políticos del momento que aparecerían en su obra, para observarlos de cerca.  Esta costumbre lo convirtió en un visitante frecuente de recintos del gobierno y residencias de políticos famosos, incluyendo el número 10 de Downing Street.

## Evolución de su obra

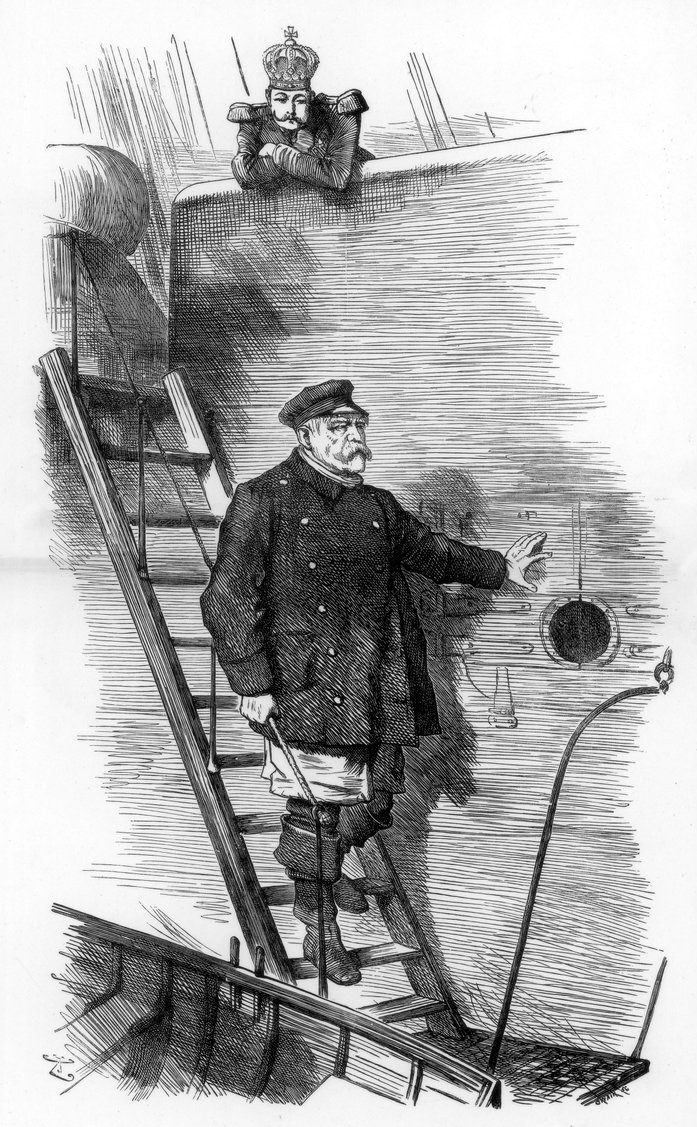
Dropping the pilot, la caricatura política más famosa de Tenniel, fue publicada en Punch en marzo de 1890. La caricatura muestra al emperador alemán Guillermo II observando al canciller Otto von Bismarck abandonar la nave que representa al gobierno. La referencia al piloto proviene de una caricatura estadounidense que llamaba a Bismarck "el Piloto Maestro de la época".

### Inicios
Tenniel era hijo de un instructor de baile.  Fue principalmente autodidacta, aunque llegó a ser estudiante de la Royal Academy, la cual abandonó, a disgusto con la cantidad de clases que recibía.  En 1836, a los dieciséis años, envió su primer cuadro a la exhibición de la Sociedad de Artistas Británicos, y comenzó a exponer su obra en las galerías de Suffolk Street.
En 1845 contribuyó a una viñeta de casi cinco metros que participó en el concurso de diseños para la decoración mural del Palacio de Westminster.  Por su participación, Tenniel recibió 200 libras esterlinas, y un encargo de pintar un fresco en el Salón de los Poetas de la Cámara de los Lores.  En 1848, Tenniel ilustró una nueva edición de las fábulas de Esopo, trabajando junto con los ilustradores E. H. Griset y Harrison Weir.

### Inclinación hacia el humorismo
Como humorista, Tenniel fue muy apreciado, y el compañerismo que compartió con Charles Keene ayudó a fomentar y desarrollar su talento en la caricatura.  Gracias al talento y la fuerza mostrados en las ilustraciones de las fábulas de Esopo, Tenniel fue invitado por Mark Lemon a ocupar la posición de caricaturista en la revista Punch, en la Navidad de 1850.  Al principio, Tenniel dudó en aceptar el puesto, ya que ser caricaturista le parecía incompatible con su gran habilidad artística.  Además, dudaba de su capacidad personal para producir ilustraciones humorísticas.  Sin embargo, terminó por aceptar el puesto, comenzando una larga carrera de ilustrador político.
La primera contribución de Tenniel para la revista apareció en la página 224 del volumen XIX.  Su primer caricatura fue Lord Jack the Giant Killer (Lord Jack, el matagigantes), que mostraba al conde de Russell atacando al cardenal católico Wiseman en una lucha parecida a la de David y Goliat.  Cuando esta caricatura apareció, el caricaturista residente y diseñador de la cubierta de Punch, Richard Doyle, renunció a la revista. Doyle ya estaba indignado por lo que consideraba una campaña hostil de Punch hacia el Papa, y la caricatura de Tenniel fue la gota que derramó el vaso.
Poco a poco, las caricaturas de Tenniel tomaron el lugar de las de John Leech, quien solía realizar la caricatura política más importante de cada número.

### Posición política
Políticamente, Tenniel tenía tendencias conservadoras, y sus caricaturas a veces reflejaban sus posiciones personales, lo cual molestaba a algunos miembros del personal de la revista.  Sin embargo, Tenniel siempre negó el dejarse dominar por su tendencia política, diciendo que en la caricatura "la única política que domina, es la política del papel".  No obstante, el Partido Conservador reconoció lo que consideraba un apoyo sustancial de Tenniel; por lo que Robert Cecil-Gascoyne, primer ministro del Reino Unido, decidió nombrarlo caballero.
En su trabajo en la revista Punch, Tenniel refinó su estilo satírico, y consiguió elevar la política a un nivel superior de composición clásica, a la que nunca falta un sello de nobleza. Probablemente su dibujo político más famoso sea Dropping the Pilot (Dejando al piloto), a propósito de la dimisión de Bismark en 1890.

## Trabajo con Lewis Carroll
En enero de 1864, Lewis Carroll solicitó a John Tenniel que hiciera las ilustraciones de Las aventuras de Alicia en el país de las maravillas.  Este último lo pensó varios meses, hasta que accedió, en abril, a ilustrar la obra con 34 viñetas, a cambio de un pago de 138 libras. Tenniel recibió instrucciones precisas de Carroll, para garantizar que las ilustraciones reflejaban el mundo de la obra tal y como su autor lo imaginaba. 
Inclusive, Carroll le entregó una fotografía de la niña Mary Hilton Badcock para que la usara como modelo para Alicia. No se sabe si Tenniel aceptó la propuesta.  Por un lado, por lo que se puede apreciar en las ilustraciones, parece que sí, pues la Alicia que Tenniel dibujó es muy semejante a Badcock.  Pero de manera contraria, una carta de Carroll sugiere que Tenniel hizo caso omiso de la recomendación:

El Sr. Tenniel es el único artista que ha dibujado para mí, que ha rechazado decididamente el uso de un modelo, y me ha dicho que no necesita de uno, más que lo que yo necesito de una tabla de multiplicar para resolver un problema matemático.  Me arriesgo a pensar que él estaba equivocado, pues dibujó varios retratos de una "Alicia" completamente desproporcionada, con la cabeza demasiado grande, y los pies definitivamente demasiado pequeños.

Tenniel terminó la primera ilustración en octubre de 1864, y en mayo de 1865 envió todos los originales listos.
El primer tiraje, de 2000 ejemplares y editado por Macmillan and Co., fue almacenado, ya que Tenniel objetó la calidad de la impresión. Carroll absorbió los gastos ocasionados. En diciembre de ese año, la obra fue impresa de nuevo, ya con fecha de 1866. El libro se vendió rápidamente, asegurando el paso de Tenniel a la historia editorial. La publicación resultó ser una obra en la que el texto y las imágenes se alternaban en perfecta armonía, sin que uno le robara importancia a las otras.
|  |  |  |  |

Cuando Carroll solicitó que John Tenniel hiciera las ilustraciones de su libro A través del espejo y lo que Alicia encontró allí , Tenniel lo pensó dos veces.  Su experiencia con Las aventuras de Alicia en el país de las maravillas había sido muy agobiante, pues Carroll lo atosigó tanto con instrucciones y detalles; que Tenniel llegó al límite y estuvo a punto de rechazar el nuevo trabajo.  Finalmente aceptó, en marzo de 1870, el realizar 30 ilustraciones para A través del espejo y lo que Alicia encontró allí, las cuales terminó en noviembre del año siguiente.  De la primera edición de esta obra se vendieron 15 000 ejemplares, en diciembre de 1871 y enero de 1872.
|  |  |  |  |

### Obras ilustradas

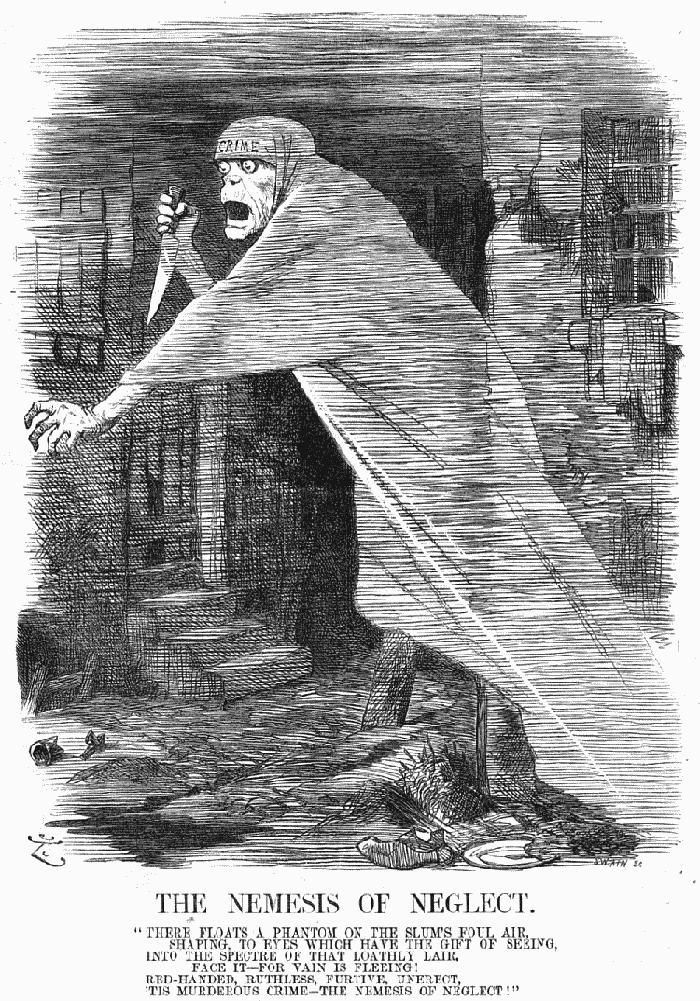
"The Nemesis of Neglect", caricatura publicada en Punch, en septiembre de 1888, sobre los crímenes de Jack el Destripador.

1. Juvenile Verse and Picture Book, (1846)
2. Undine (1846)
3. Grave, de Robert Blair (1858)
4. The Gordian Knot, de Charles William Shirley Brooks (1860)
5. The Silver Cord, de Charles William Shirley Brooks (1861)
6. Lalla Rookh, 69 dibujos (1861)
7. Las aventuras de Alicia en el país de las maravillas, de Lewis Carroll (1866)
8. The Mirage of Life, (1867)
9. A través del espejo y lo que Alicia encontró allí, secuela de las aventuras de Alicia escrita por Lewis Carroll (1871)

### Obras realizadas en colaboración con otros artistas
1. Fábulas de Esopo, 100 dibujos (1848)
2. Course of Time (1857)
3. Poets of the Nineteenth Century (1857)
4. Works, de Edgar Allan Poe (1857)
5. Home Affections (1858)
6. Puck on Pegasus, de Cholmondeley Pennell (1863)
7. Las mil y una noches (1863)
8. English Sacred Poetry (1864)
9. Legends and Lyrics (1865)
10. Proverbial Philosophy
11. Poems, y otros libros de Barry Cornwall

### Técnica predominante
El método de dibujo que predominaba en la obra de John Tenniel, consistía en hacer un dibujo preliminar a lápiz, seguido por un dibujo posterior a tinta; antes de transferir el dibujo a un bloque de madera, utilizando papel carbón.